# Mackinaw City
Mackinaw City ist ein Village im US-Bundesstaat Michigan. Das U.S. Census Bureau hat bei der Volkszählung 2020 eine Einwohnerzahl von 846 ermittelt.
Der liegt unmittelbar südlich der Mackinacstraße und damit der Verbindung vom Michigan- und dem Huronsee am nördlichsten Punkt der Unteren Halbinsel.
Wirtschaftlich lebt der Ort stark vom Sommertourismus. Es besteht eine Fährverbindung nach Mackinac Island. Sehenswürdigkeiten sind das Icebreaker Mackinaw Maritime Museum, das in dem ausgemusterten Eisbrecher Mackinaw eingerichtet ist, und die Rekonstruktion des aus dem Jahr 1715 stammenden Fort Michilimackinac.

## Bilder

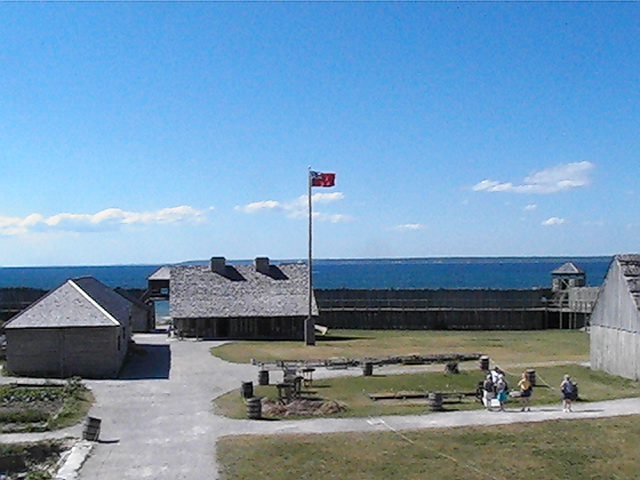
Nachbau von Fort Michilimackinac
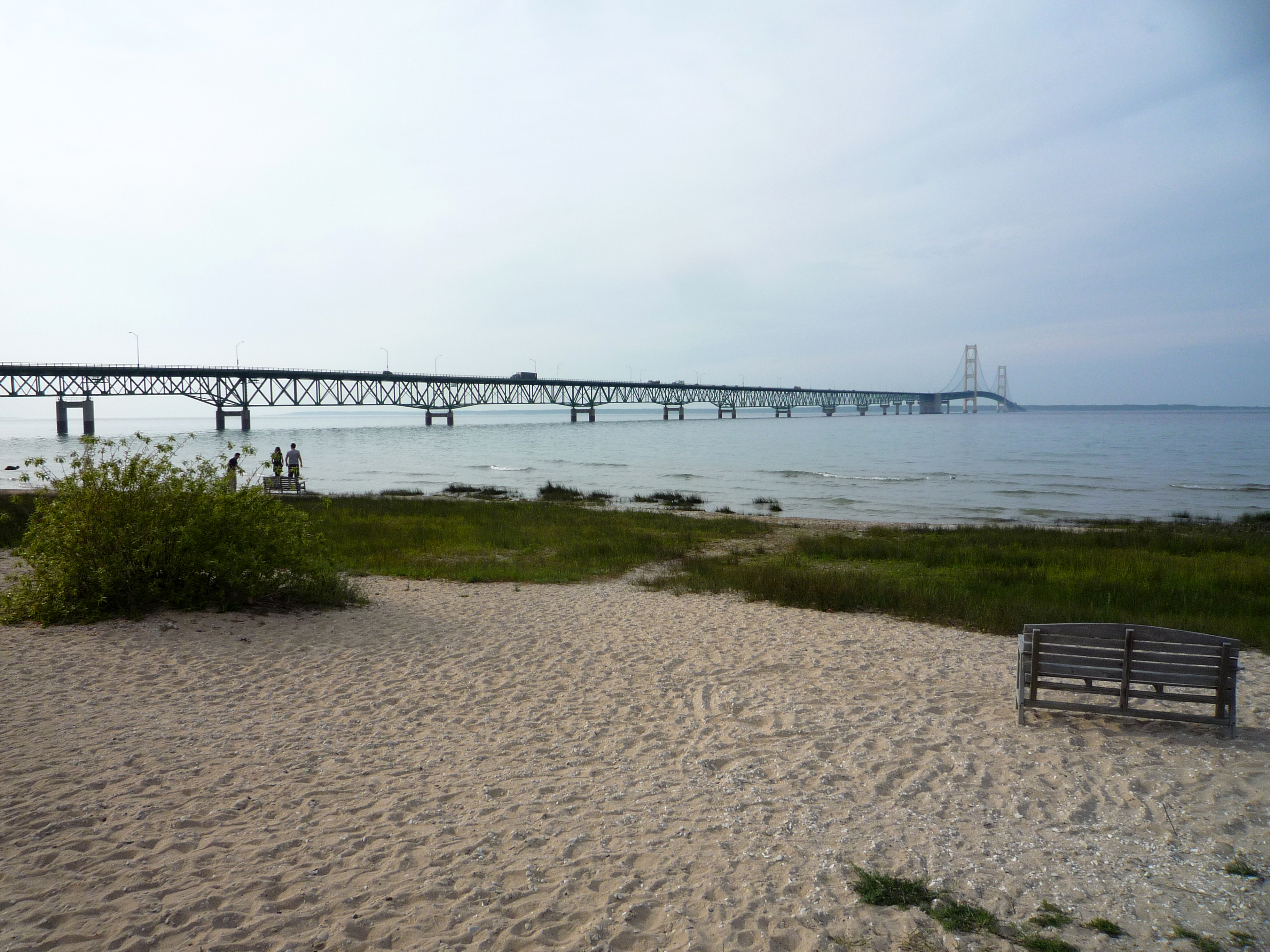
Blick vom Ort auf die Mackinac Bridge und die Mackinacstraße
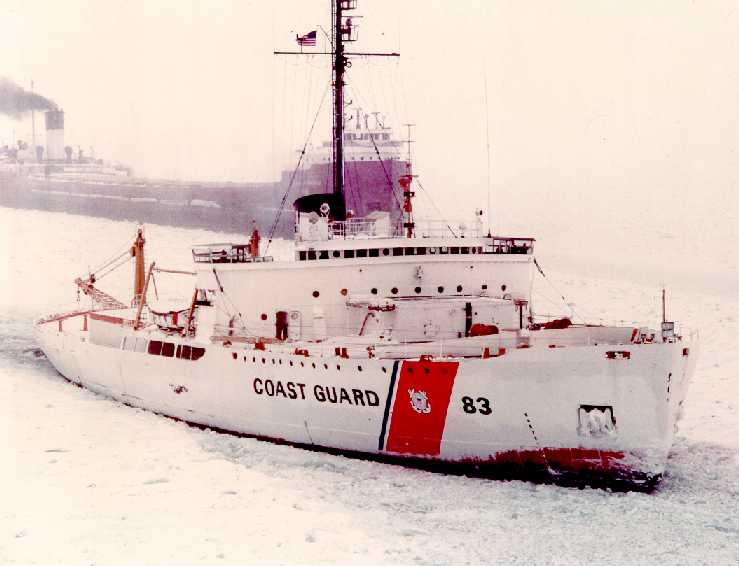
Der Eisbrecher USCGCM Mackinaw dient heute vor Ort als Museumsschiff
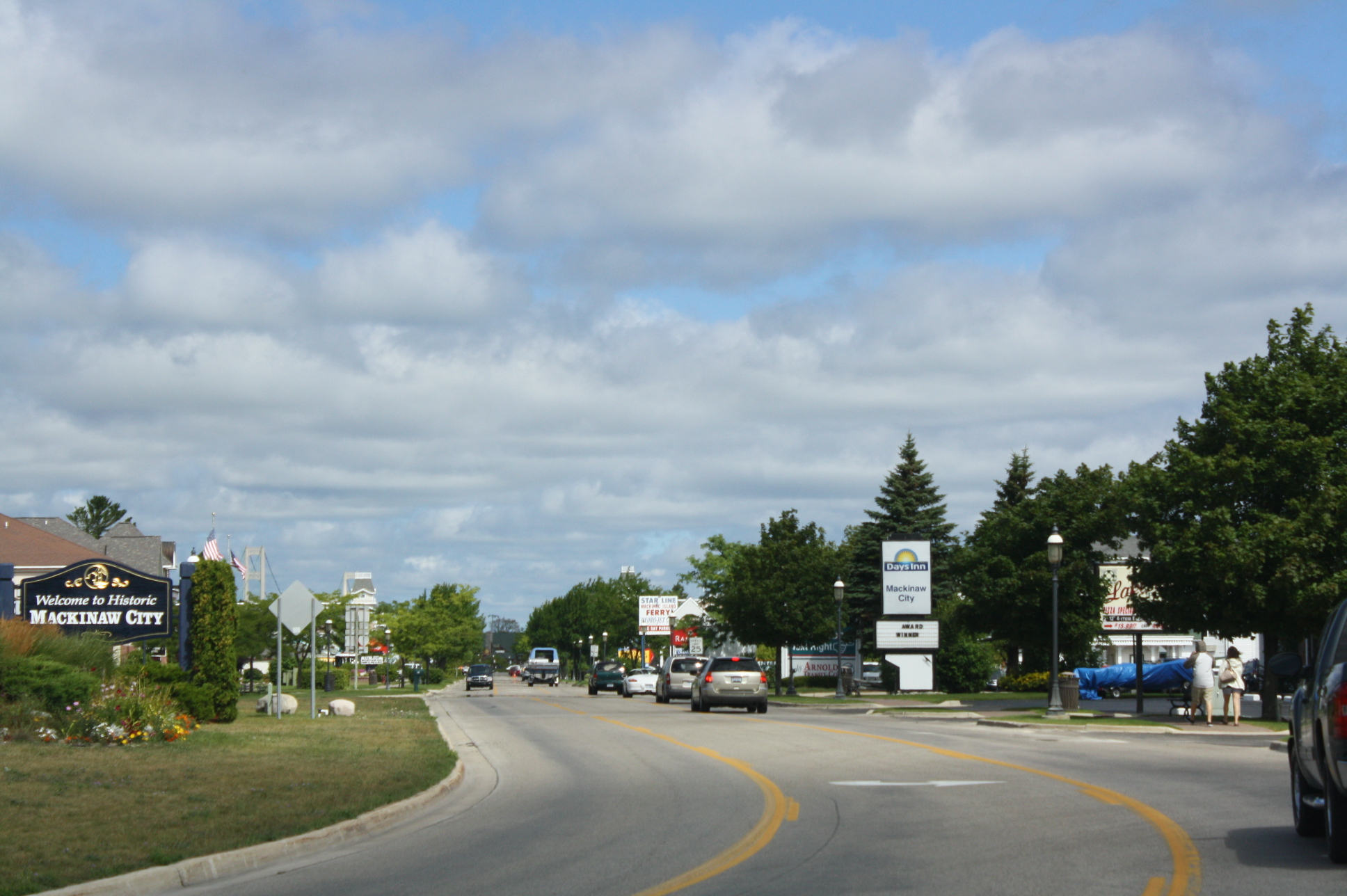
Viele Motels und Freizeiteinrichtungen prägen das Ortsbild